# Liviu Luca
Liviu Luca este un sindicalist român, prim-vicepreședintele CNSLR-Frăția.
Neoficial, a fost declarat cel mai bogat sindicalist din Romnânia, Luca fiind considerat de presa română ca fiind mâna dreaptă a controversatuli om de afaceri Sorin Ovidiu Vântu.
Luca a fost acționar și președintele Consiliului de Administrație al Realitatea TV.
Liviu Luca a controlat, prin sindicaliștii pe care îi conducea, Petromservice, echipa de fotbal Petrolul Ploiești, firma Delta Asigurări, Best Media Pres, Petro Trust și Foserco, ultimele două firme ocupându-se cu servicii conexe extracției petrolului.
Liviu Luca mai este și vicepreședinte al Federației Europene a Muncitorilor din Minerit, Chimie și Energie, dar și membru în Comitetul Economic și Social de pe lângă Consiliul Uniunii Europene.

## Controverse
La 24 noiembrie 2015, Luca a fost condamnat la trei ani de închisoare cu executare pentru fals în înscrisuri sub semnătură privată și folosirea autorității de lider de sindicat pentru obținerea de foloase necuvenite prin devalizarea companiei de servicii turistice a CNSLR Frăția.
La 22 iulie 2016, Luca a fost condamnat definitiv la șase ani de închisoare pentru devalizarea companiei  PSV (fosta Petromservice).